# Bazylika Matki Boskiej Różańcowej w Chiquinquirá
Bazylika Matki Boskiej Różańcowej w Chiquinquirá (hiszp. Basílica de Nuestra Señora del Rosario de Chiquinquirá, oficjalnie znana jako Narodowe Sanktuarium Maryjne Matki Boskiej Różańcowej w Chiquinquirá (hiszp. Santuario Mariano Nacional de Nuestra Señora del Rosario de Chiquinquirá) – rzymskokatolicka bazylika mniejsza znajdująca się w kolumbijskim mieście Chiquinquirá, w departamencie Boyacá. Świątynia poświęcona jest Maryi czczonej pod tytułem Matki Bożej Różańcowej z Chiquinquirá jako patronki Kolumbii.
Została zbudowana w latach 1796-1823 w stylu neoklasycystycznym. W dniu 18 sierpnia 1927 roku otrzymała tytuł bazyliki mniejszej od papieża Pisa XI. w dniu 3 lipca 1986 roku bazylikę odwiedził papież Jan Paweł II. W dniu 29 lipca 1967 roku kościół został uszkodzony przez trzęsienie ziemi, które nawiedziło departament Boyacá. Po tej tragedii bazylika została odbudowana.
W kościele jest umieszczony cudowny obraz Matki Boskiej Różańcowej, zwanej Dziewicą z Chiquinquirá, który został przywieziony z Hiszpanii w szesnastym stuleciu.